# Квінт Смірнський

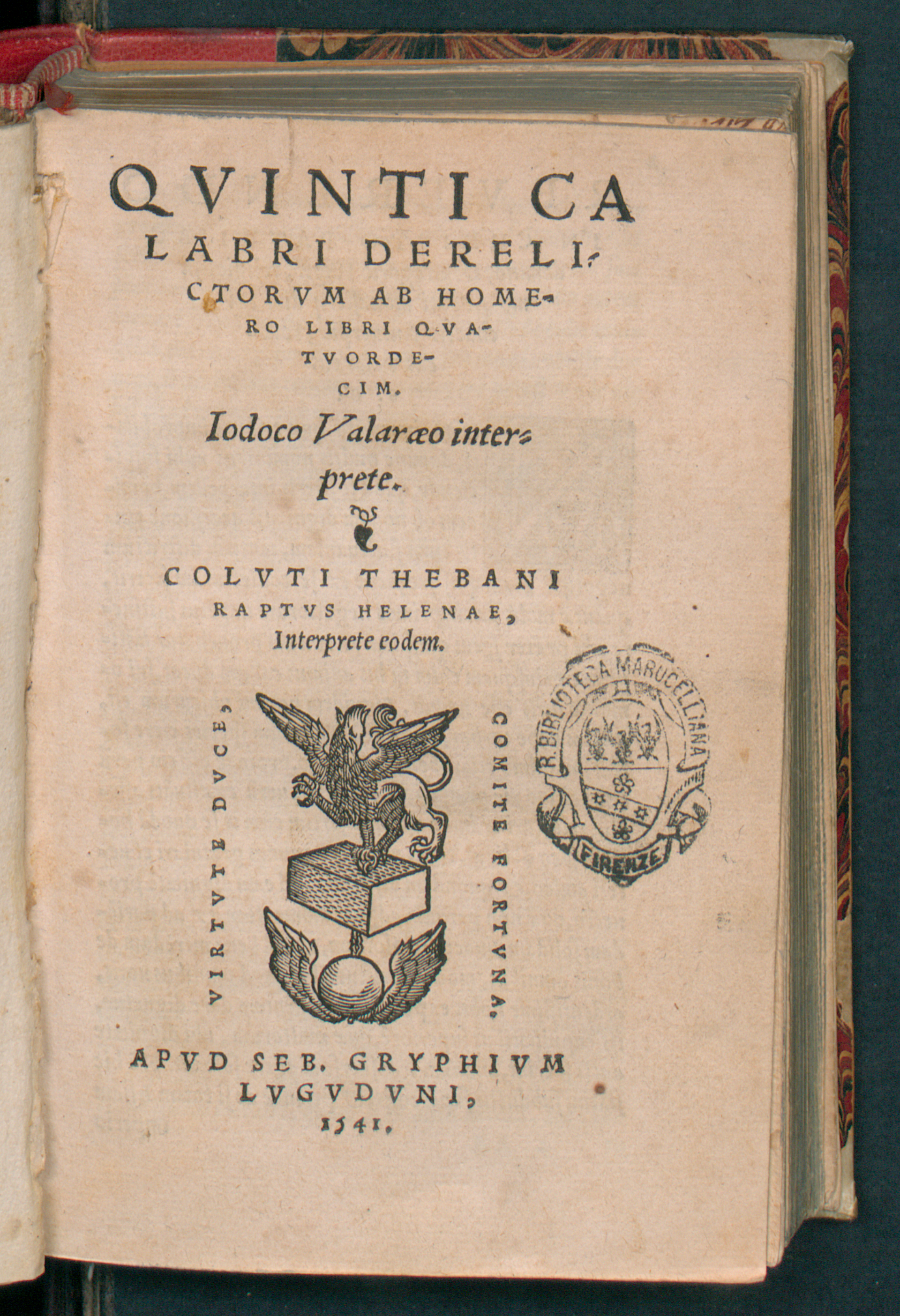
Posthomerica, 1541

Квінт Смірнський (грец. Κόιντος ο Σμυρναίος, лат. Quintus Smyrnaeus) — давньогрецький поет Римської доби, післякласичного періоду, що ймовірно жив у IV столітті, хоча деякі дослідники вважають за його стилем написання, що Квінт жив раніше (II—III століття), бо у ньому видно елементи так званої «Другої школи грецької риторики», яка переважала саме тоді.

## Життєпис
Відомо лише місце народження Квінта — це місто Смірна у Малій Азії. Відомостей про життя його немає. Напевне він жив за часів імператора Феодосія I. Є припущення, що він писав свій твір, коли пас овець біля Смірни.
Головним його твором є поема «Τα μεθ' Όμηρον» («Постгомеріка» або післягомерівська історія), яка складається з 14 книг, містить 8800 гекзаметрів. У ній Квінт намагався заповнити часовий простір між подіями «Іліади» та «Одісеї». Тут розповідається про події після смерті Гектора до захоплення Трої. Перші 4 книги розповідають про загибель цариці амазонок Пентесілеї, Мемнона, Ахіллеса і похоронні ігри на честь його. Книги 5 — 12 описують суперечку між Аяксом і Одіссеєм за обладунки Ахіллеса, смерть Аякса, подвиги Неоптолему,  смерть Евріпіла, діяння Деїфоба, загибель Паріса і Енони, і, нарешті, будівництво троянського коня. В останніх 2- х книгах Квінт розповів про падіння Трої, принесення в жертву Поліксени на вимогу тіні Ахіллеса і повернення греків до дому, коли шторм розігнав їхні кораблі. Загалом ця поема об'єднувала декілька кіклічних поем, міфів та сюжети з інших творів. Значення твору Квінта полягає в тому, що Квінт посилається на ті джерела, що на сьогодні є втраченими, і включив до своєї поеми багато даних звідти.
У своїй творчості Квінт Смірнський наслідував Гомеру, Гесіоду, Апполонію Родоському.
Єдиний відомий рукопис поеми було виявлено в Отранто (Калабрія) серед бібліотеки грецького кардинала Віссаріона в 1450 році. Вперше поему було надруковано у Венеції 1504 року в латинському перекладі під назвою «Quinti Calabri derelictorum ab Homero libri XIV. Venetiis: in aedibus Aldi».